# OVHcloud
OVHcloud, voorheen OVH, is een Frans hostingbedrijf. Aanvankelijk richtte het bedrijf zich op serverhosting en was het een Internet Service Provider en telecommunicatie-exploitant voor bedrijven. Eind 2010 werd het actief in cloudcomputing.
De groep, die in 1999 werd opgericht door Octave Klaba, biedt publieke en private clouddiensten, dedicated servers, shared hosting, colocatie, domeinnaamregistratie, internettoegang via ADSL, VDSL, SDSL en glasvezellijnen, alsook IP-telefonie.
Het bedrijf beweert meer dan anderhalf miljoen klanten te bedienen en steunt daarbij op een netwerk van 28 datacenters verspreid over Europa (oa. Roubaix), Noord-Amerika (oa. Beauharnois) en Azië-Pacific.
Het bedrijf heeft zijn eigen glasvezelnetwerk over de hele wereld uitgerold en kan bogen op een totale capaciteit van 20 Tbit/s en meer dan 260.000 gehoste fysieke servers , waarmee het een van de grootste serverparken ter wereld bezit. Er werken (oktober 2017) 2000 mensen.
Op 8 oktober 2019 werd beslist de naam te veranderen van OVH naar OVHcloud, dit in lijn met zijn heroriëntatie naar clouddiensten.
Op 10 maart 2021 is er in een van de vier datacenters in Straatsburg een enorme brand uitgebroken, waardoor veel websites niet meer bereikbaar waren. Ook leden klanten op andere wijze schade.